# Scottish Premiership
Scottish Premiership er den bedste fodboldliga i Skotland etableret i 2013 og er efterfølgeren til Scottish Premier League.